# (43993) Mariola
(43993) Mariola est un astéroïde de la ceinture principale.

## Description
(43993) Mariola est un astéroïde de la ceinture principale. Il fut découvert le 26 juillet 1997 à Sormano par Piero Sicoli et Augusto Testa. Il présente une orbite caractérisée par un demi-grand axe de 2,73 UA, une excentricité de 0,24 et une inclinaison de 11,8° par rapport à l'écliptique.

## Compléments